# Hedwig Conrad-Martius
Hedwig Margarete Elisabeth Conrad-Martius (Berlijn, 27 februari 1888 – Starnberg, 15 februari 1966) was een Duitse fenomenologe die een christelijke mystica werd.

## Biografie

### Jeugd
Hedwig Martius was de dochter van de hoogleraar geneeskunde Friedrich Martius en zijn vrouw Martha. Haar vader leidde de universiteitskliniek van Rostock, en was grondlegger van het onderzoek naar de Duitse grondwet. Na haar gymnasium begon ze als een van de eerste vrouwen aan een universitaire studie. 
Ze studeerde literatuur en geschiedenis in Rostock en Freiburg, en vanaf 1909/ 1910 filosofie in München bij Moritz Geiger. In het wintersemester 1911/ 1912 verliet ze hem voor Edmund Husserl in Göttingen, waar ze in zijn studentengroep werd opgenomen.

### Studie fenomenologie
Martius studeerde vier semesters in Göttingen bij Husserl en Adolf Reinach. Ze werd een prominent lid van de Göttinger Philosophischen Gesellschaft. In 1912 kreeg ze een prijs van de Universiteit van Göttingen voor een essay over de kennistheoretische grondslagen van het positivisme, waarbij ze 200 andere inzendingen achter zich liet. Vele docenten vonden dat dit niet kon, een vrouw die deze prijs kreeg. De faculteit blokkeerde de voltooiing van haar studie door te stellen dat haar gymnasium-diploma niet geldig was voor een doctoraat in Göttingen. Ze ging daarop naar München, om daar bij Alexander Pfänder alsnog binnen vier weken summa cum laude te promoveren. In de vroege jaren '30 probeerde ze te habiliteren bij Theodor Haering aan de universiteit Tübingen. Tegen het einde van dat decennium probeerde ze het bij Alois Dempf in Wenen. Ook dat lukte niet.

### Relaties
Op 20 augustus 1912 trouwde ze met Theodor Conrad, met wie ze in Bergzabern ging wonen. Tijdens de Eerste Wereldoorlog vormde ze daar de Bergzabern Phenomenologischer Kreis met filosofen als Jean Hering, Alexander Koyré, Hans Lipps, Edith Stein en Alfred von Sybel, waarbij ze hun leraar Adolf Reinach wilden eren (gestorven op het slagveld) en een tegenhanger van Martin Heidegger wilden vormen.

### Academische carrière
In 1933 werd ze vanwege het feit dat ze deels Joodse voorouders had door een absoluut publicatie-verbod getroffen. Na de oorlog werd ze in 1949 docent voor natuurfilosofie en in 1955 professor honoris causa aan de Universiteit van München. In de 50er jaren bereikte ze door talrijke lezingen en schriftelijke bijdragen een grote populariteit en werd ze als een van de belangrijkste fenomenologen van Duitsland erkend.

### Filosofe, evangelisch gelovige en mystica
Hedwig Conrad-Martius was van mening dat de latere transcendentaal-idealistische fenomenologie van Husserls de fenomenen niet echt recht deden, en ontwikkelde haar eigen theorie, die ze als  Ontologische Phänomenologie beschreef. Dit behandelt ze zowel in haar Das Sein als in haar Realontologie.
Van daaruit ontwikkelde ze zich tot natuurfilosoof, waarbij de kosmologie van ruimte en tijd, en de ontwikkeling van de levende wezens haar bezig hielden.
Als filosofe was ze overtuigd van een immateriële realiteit achter de zichtbare verschijningsvormen, een realiteit die zich nooit helemaal in de materiële werkelijkheid kan manifesteren. In haar religieuze zoektocht was ze terecht gekomen bij een Pinkstergemeente in Schobdach.
Regelmatig had ze contact met de religieus zeer geïnteresseerde Edith Stein en speelde een rol in haar bekering tot het katholicisme.

## Werken
- "Zur Ontologie und Erscheinungslehre der realen Außenwelt. Verbunden mit einer Kritik positivistischer Theorien", in: E. Husserl, red., Jahrbuch für Philosophie und phänomenologische Forschung, vol. 3, M. Niemeyer, 1916, pp. 345-542 (361-397), herdrukt in: Josef Seifert, Cheikh Mbacké Gueye, red., Anthologie der realistischen Phänomenologie [serie Realistische Phänomenologie / Realist Phenomenology, vol. 1 (https://doi.org/10.1515/9783110329414)], Walter de Gruyter, 2009, pp. 277-314
- Die erkenntnistheoretischen Grundlagen des Positivismus, Bergzabern, 1920
- Metaphysische Gespräche, Halle: Niemeyer, 1921
- "Realontologie", in: Jahrbuch für Philosophie und phänomenologische Forschung 6(1923), pp. 159–333
- "Die Zeit. Ontologisch-metaphysische Untersuchung", in: Philosophischer Anzeiger 2(1927/28), pp. 143-182; 2(4), pp. 345-390.
- Die „Seele“ der Pflanze. Biologisch-ontologische Betrachtungen, Breslau, 1934
- Abstammungslehre, München 1949 (Oorspronkelijke titel: Ursprung und Aufbau des lebendigen Kosmos, Salzburg/Leipzig: Kosmos, 1938)
- Der Selbstaufbau der Natur, Entelechien und Energien, Hamburg: H. Govert, 1944
- Naturwissenschaftlich-metaphysische Perspektiven; Drei Vorträge, Hamburg: Claassen & Goverts, 1948.
- Bios und Psyche, Hamburg, 1949
- Das Lebendige; die Endlichkeit der Welt; der Mensch. Drei Dispute, Munich: Kosel-Verlag, 1951.
- Die Zeit, München, 1954
- Utopien der Menschenzüchtung. Der Sozialdarwinismus und seine Folgen, München 1955
- Das Sein, München, 1957
- "Über das Wesen des Wesens" (1956), in: Schriften zur Philosophie, München: Kösel-Verlag, 1965, vol. 3, pp. 335-356.
- Der Raum, München, 1958
- Étude sur la Métaphore, Paris, 1958
- "Edith Stein", in: Archives de Philisophie XXII (1959), pp. 164-174.
- Die Geistseele des Menschen, München, 1960
- Metaphysik des irdischen, Metaphysics of the Earthly (A 1963 Reworking of the Original 1939–1941 Text), Translated and edited by James G. Hart and Rodney K.B. Parker, in: J.G. Hart, R.K.B. Parker, Hedwig Conrad-Martius’ Ontological Phenomenology [Women in the History of Philosophy and Sciences 5], Cham: Springer Nature, 2020 (https://doi.org/10.1007/978-3-030-44842-4), pp. 243-263 (https://link.springer.com/content/pdf/bbm%3A978-3-030-44842-4%2F1.pdf)
- Schriften zur Philosophie vols. I-III, met toestemming van auteur gepubliceerd, München: Eberhard Avé-Lallemant, 1963–1965 (Voor inhoudsopgave, zie: http://ophen.org/series-1032)